# Município de Beavercreek (Ohio)
Localização do Ohio nos E.U.A.
O município de Beavercreek (em inglês: Beavercreek Township) é um município localizado no condado de Greene no estado estadounidense de Ohio. No ano 2010 tinha uma população de 52156 habitantes e uma densidade populacional de 409,2 pessoas por km².

## Geografia
O município de Beavercreek encontra-se localizado nas coordenadas 39° 43′ 40″ N, 84° 02′ 03″ O. Segundo a Departamento do Censo dos Estados Unidos, o município tem uma superfície total de 127.46 km², da qual 126.27 km² correspondem a terra firme e (0.93%) 1.19 km² é água.

## Demografia
Segundo o censo de 2010, tinha 52156 pessoas residindo no município de Beavercreek. A densidade de população era de 409,2 hab./km².